# 澳門巴士27S路線
澳門巴士27S路線是已取消的路線，由澳巴經營，往返青洲坊和新城A區。

## 簡介及歷史
- 2022年7月23日起，為配合“防疫鞏固期”，本線臨時開辦，往返新城A區的地盤。[1][2][3][4][5]
- 2022年8月2日起，為配合“穩定期”，本線繼續營運。[6][7][8][9]
- 2022年8月8日，因應公共巴士路線已恢復基本運作，本線停止營運。[10][11]

## 本線特色
- 本線為首條於新城A區設站的路線。[12][13]

## 使用車輛
2022年7月23日：
- 蘇州金龍KLQ6116GHEV

2022年7月24日、7月31日：
- 蘇州金龍KLQ6116GHEV
- 宇通ZK6105HG

2022年7月25日：
- 蘇州金龍KLQ6116GHEV
- 宇通ZK6105HG
- 宇通ZK6128HGE
- 宇通ZK6128HNGE

2022年7月26日：
- 蘇州金龍KLQ6116GHEV
- 宇通ZK6128HGE

2022年7月27日：
- 蘇州金龍KLQ6116GHEV

2022年7月28日：
- 宇通ZK6118HGE
- 蘇州金龍KLQ6116GHEV

2022年7月29日-7月30日、8月1日起：
- 蘇州金龍KLQ6116GHEV

## 電牌
| 往台山方向    | 往台山方向         | 往台山方向 |
| 日期          | 頭牌               | 圖例       |
| ------------- | ------------------ | ---------- |
| 至終止服務前  | 青洲坊（青茂口岸） |            |
| 往新城A區方向 |                    |            |
| 日期          | 頭牌               | 圖例       |
| 至終止服務前  | 新城A區            |            |

## 路線資料

### 收費
| 收費類別 | 收費類別       | 收費類別 | 費用 |
| -------- | -------------- | -------- | ---- |
| 現金     | 現金           | 現金     | $6.0 |
| 澳門通   | 全民卡         | 未實名   | $6.0 |
| 澳門通   | 全民卡         | 已實名   | $3.0 |
| 澳門通   | 澳門錢包乘車碼 |          | $3.0 |
| 澳門通   | 學生卡         | 學生卡   | $1.5 |
| 澳門通   | 長者卡         | 長者卡   | 免費 |
| 澳門通   | 殘疾卡         |          | 免費 |

### 服務時間及班距
| 服務時間                     | 每天                    |
| ---------------------------- | ----------------------- |
| 青洲坊總站                   | 06:30-08:30 17:00-19:00 |
| 班距                         | 8-15分鐘                |
| 懸掛8號風球後1小時開出尾班車 |                         |

### 路線停站
| 27S  | 青洲坊 ↺ 新城A區 | 青洲坊 ↺ 新城A區             | 青洲坊 ↺ 新城A區     |
| 序號 | 循環線           | 循環線                       | 循環線               |
| 序號 | 站號             | 站名                         | 出入境口岸           |
| 1    | M20/6            | 青洲坊總站                   | 青茂口岸澳門邊檢大樓 |
| 2    | M4/2             | 鄭觀應公立學校               |                      |
| 3    | M222/1           | 看台街                       |                      |
| 4    | M220/2           | 祐漢街市                     |                      |
| 5    | M219/2           | 勞動節大馬路                 |                      |
| 6    | M235             | 東北大馬路／保利達           |                      |
| 7    | L10              | 馬萬祺博士大馬路臨時站-1     |                      |
| 8    | L12              | 濠江圓形地臨時站             |                      |
| 9    | L11              | 馬萬祺博士大馬路臨時站-2     |                      |
| 10   | M247             | 海上居                       |                      |
| 11   | M231             | 馬場東大馬路／黑沙環衛生中心 |                      |
| 12   | M276             | 馬場海邊馬路                 |                      |
| 13   | M8/2             | 巴波沙大馬路                 |                      |
| 14   | M18/10           | 牧場街總站                   |                      |
| 15   | M20/6            | 青洲坊總站                   | 青茂口岸澳門邊檢大樓 |

## 運作情況
- 2022年7月25日，澳門踏入“鞏固期”的第三日，同時是踏入“鞏固期”後的首個工作日，澳巴公佈首日上午客流情況中，客量明顯增加，共開出19班次，比原定班次增加一倍。[14][15][16]

## 爭議
- 本線為首條於新城A區設站的路線，對於在新城A區工作的建築工人來說比以往更方便。然而本線取消後，意即新城A區所有站點也會取消，建築工人只可通過其他交通方式或違規步行離開新城A區。
- 2022年8月20日，澳門日報刊登街總黑沙環社區服務中心主任譚文健表示，早前因應防疫政策當局臨時開通本線，以便利新城A區工作人員往返，但其後隨着疫情穩定取消。近日收到不少居民反映指本線為他們上下班帶來便利，期望當局能保留以作為恆常路線。據資料統計，「鞏固期」開通首日較原定增加一倍，可見其需要性。因此，建議交通事務局考量工地居民出行需要，保留本線作為恆常路線，並且於新城A區內增設停靠位於馬萬祺博士大馬路及濠江圓形地的站點，方便於新城A區工作的建築工人。[17][18]
- 2022年11月12日，澳門立法會直選議員兼群力智庫副理事長梁鴻細表示，早前交通事務局為配合「防疫鞏固期」，臨時開通本線往返新城A區，保障居民通勤需要，輔助疏導及減少人流聚集；惟隨疫情穩定，該路線現已停止營運，新城A區所有巴士站點已被取消，工友只可透過其他交通方式，或步行進出新城，倘逢風雨驟至，更何謂危機四伏，倍添艱辛。又指A區工程建設如火如荼，目前該區有17個在建項目，而在開通首日共開出19個班次，比原定增加一倍，其客量需求情況，可見一斑。他建議復辦本線並將其設為怛常路線，以應對乘車需求；並冀於新城A區內增設馬萬祺博士大馬路及濠江圓形地的站點，讓巴士停靠，便捷工友出入。如有條件，希望考慮安排101X及102X巴士路線，增設濠江圓形地站點，進一步向居民提供友善的跨區公共交通服務。另亦建議工地公司在許可條件下，提供接駁車輛專線，保障工友安全有序，順利到崗[19][20]。
- 2023年2月18日，北區社區咨詢委員會召集人高岸峰表示，隨着存門通關復常，整體交通面臨不少壓力。雖然A區暫未有居民入住，卻是前往港珠澳大橋澳門邊檢大樓的必經之路，交通受居民關注。不少居民反映，早晚高峰時間和節假期間，進入新城A區的通道經常塞車，認為與出境車輛通關不暢，以及A區的道路設計和規劃不周有關。他希望當局分析車輛通關及不同時段的道路使用情況，確保通關暢順，從而減輕道路壓力。另外，現時A區有大量施工人員進駐，區內出行需求增加。區內公交配套不足且中途沒有上落客站點，工人需步行上下班，容易造成不便和通行風險。建議當局提升區內路網容量和公交配套，優化途徑該區以及前往口岸的巴士站點和班次，保障居民和旅客的出行需要[21]。

## 圖片集

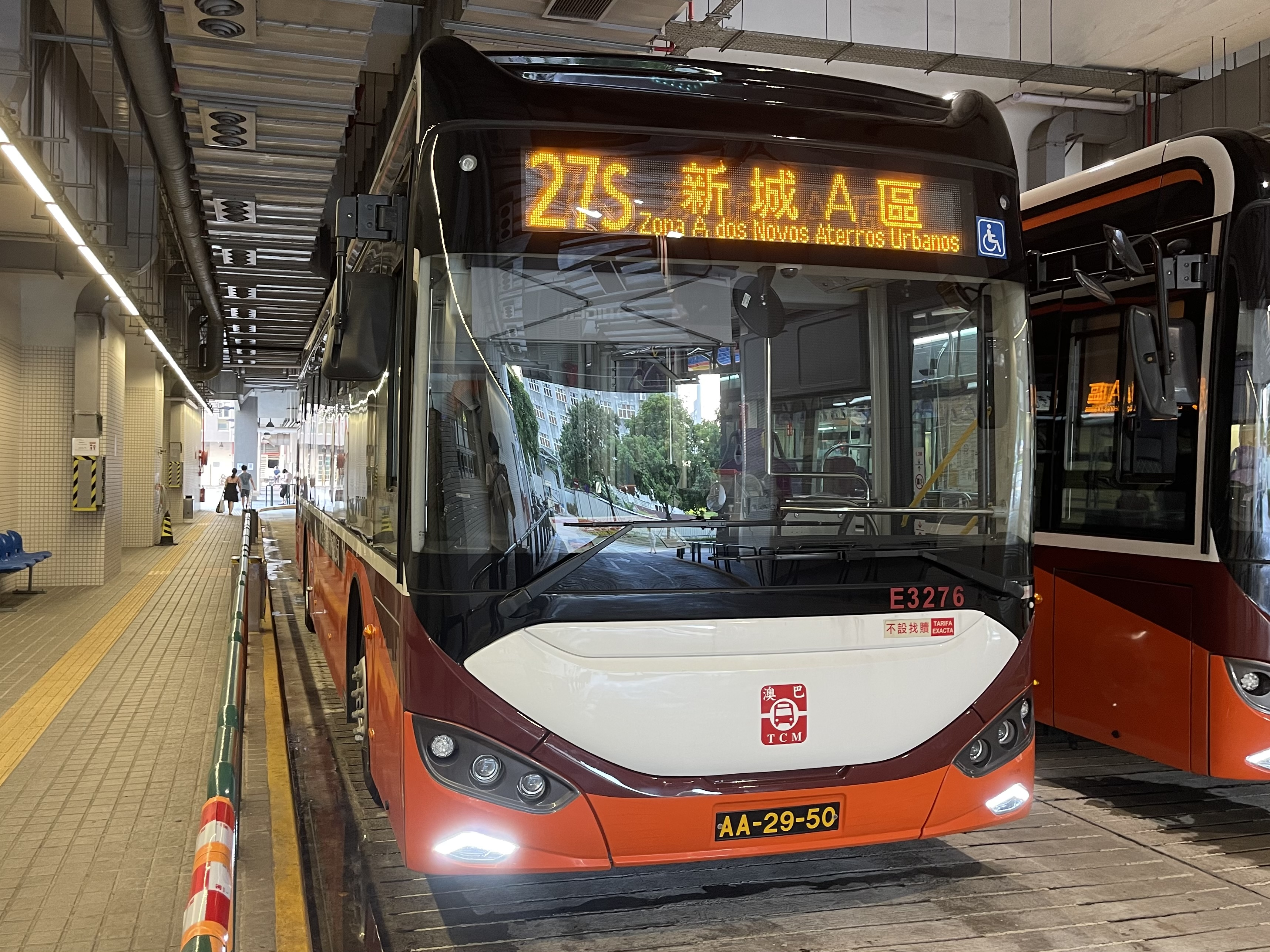
蘇州金龍KLQ6116GHEV
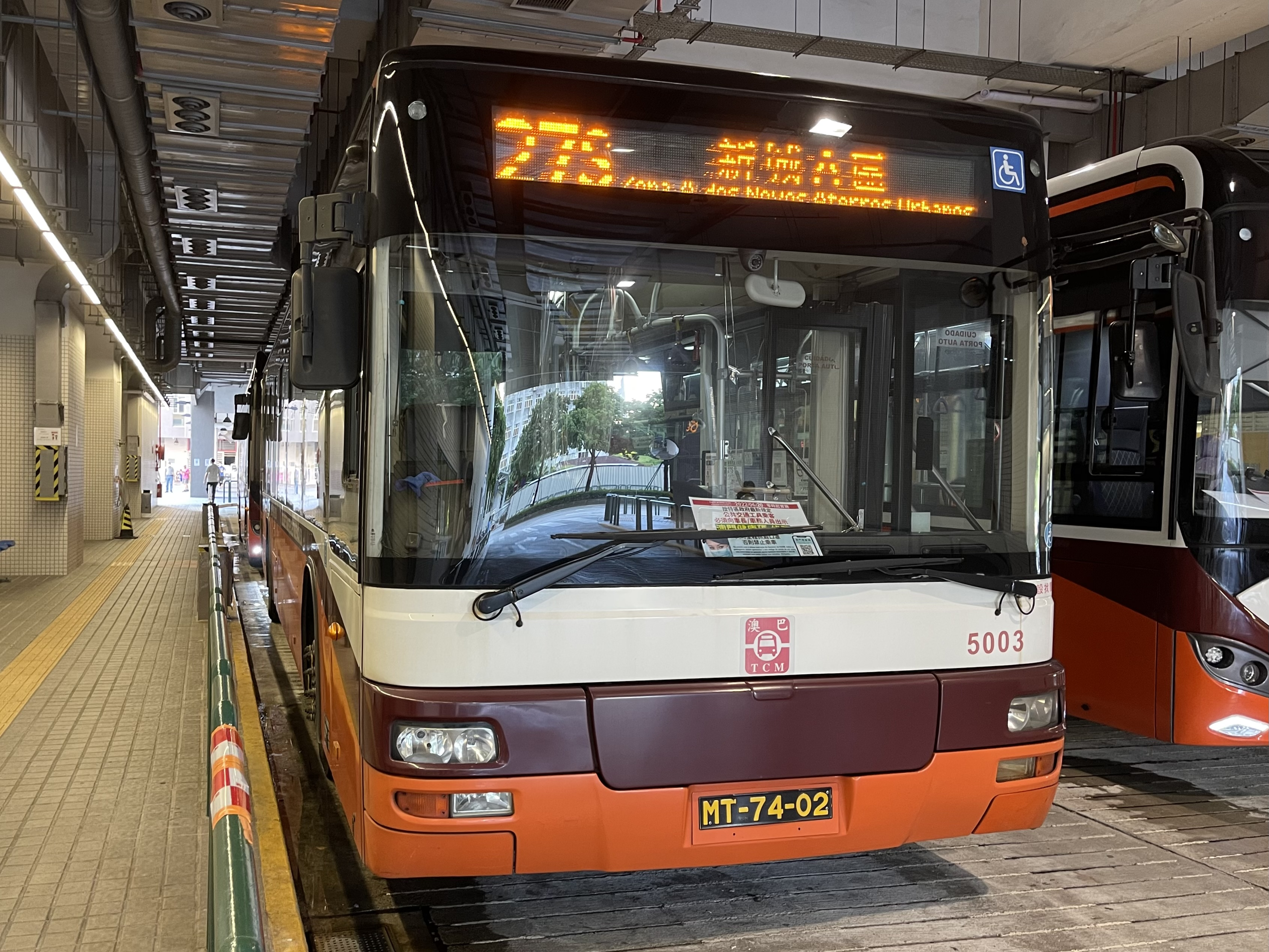
宇通ZK6128HGE

## 外部連結
- 澳門公共汽車股份有限公司（官方網站） （页面存档备份，存于）